# Sent Alari de Bonavau
Sent Alari Bona Vau (en francès Saint-Hilaire-Bonneval) és un municipi francès situat al departament de l'Alta Viena i a la regió de la Nova Aquitània.

## Demografia
| 1962                                       | 1968 | 1975 | 1982 | 1990 | 1999 | 2007 |
| ------------------------------------------ | ---- | ---- | ---- | ---- | ---- | ---- |
| 532                                        | 554  | 511  | 481  | 661  | 691  | 792  |
| Des de 1962: població sense dobles comptes |      |      |      |      |      |      |

## Administració
| Període   | Identitat           | Partit |
| --------- | ------------------- | ------ |
| 2001-2007 | Philippe Sénèque    |        |
| 2007-     | Christian Latouille |        |